# Leskeodon aristatus
Leskeodon aristatus là một loài rêu trong họ Daltoniaceae. Loài này được Geh. & Hampe Broth. mô tả khoa học đầu tiên năm 1907.